# Comuna Sâniob, Bihor
Sâniob (denumită până în 2012 Ciuhoi) este o comună în județul Bihor, Crișana, România, formată din satele Cenaloș, Ciuhoi, Sâniob (reședința) și Sfârnaș.
Reședința și denumirea comunei au fost schimbate din Ciuhoi în Sâniob prin legea 214 din 13 noiembrie 2012.

## Demografie
Componența etnică a comunei Sâniob
     Maghiari (60,62%)
     Români (33,62%)
     Alte etnii (0,85%)
     Necunoscută (4,92%)
Componența confesională a comunei Sâniob
     Romano-catolici (50,83%)
     Ortodocși (26,64%)
     Reformați (11,35%)
     Penticostali (4,47%)
     Alte religii (1,43%)
     Necunoscută (5,27%)
Conform recensământului efectuat în 2021, populația comunei Sâniob se ridică la 2.237 de locuitori, în scădere față de recensământul anterior din 2011, când fuseseră înregistrați 2.333 de locuitori. Majoritatea locuitorilor sunt maghiari (60,62%), cu o minoritate de români (33,62%), iar pentru 4,92% nu se cunoaște apartenența etnică. Din punct de vedere confesional, majoritatea locuitorilor sunt romano-catolici (50,83%), cu minorități de ortodocși (26,64%), reformați (11,35%) și penticostali (4,47%), iar pentru 5,27% nu se cunoaște apartenența confesională.

## Politică și administrație
Comuna Sâniob este administrată de un primar și un consiliu local compus din 11 consilieri. Primarul, Jacint Zatyko[*], de la Uniunea Democrată Maghiară din România, este în funcție din octombrie 2020. Începând cu alegerile locale din 2024, consiliul local are următoarea componență pe partide politice:
|  | Partid                                 | Consilieri | Componența Consiliului | Componența Consiliului | Componența Consiliului | Componența Consiliului | Componența Consiliului | Componența Consiliului |
|  | -------------------------------------- | ---------- | ---------------------- | ---------------------- | ---------------------- | ---------------------- | ---------------------- | ---------------------- |
|  | Uniunea Democrată Maghiară din România | 6          |                        |                        |                        |                        |                        |                        |
|  | Alianța pentru Unirea Românilor        | 2          |                        |                        |                        |                        |                        |                        |
|  | Partidul Național Liberal              | 1          |                        |                        |                        |                        |                        |                        |
|  | Partidul Social Democrat               | 1          |                        |                        |                        |                        |                        |                        |
|  | Alianța Maghiară din Transilvania      | 1          |                        |                        |                        |                        |                        |                        |